# 尼博 (北卡羅萊納州)
尼博（英語：Nebo）是位於美國北卡羅萊納州麥克道威縣的普查規定居民點。

## 人口
根據2020年美國人口普查的數據，尼博的面積為13.72平方千米，皆為陸地。當地共有人口1790人，而人口密度為每平方千米130.47人。